# Ratibor II
Ratibor II foi um duque da Pomerânia. Com a sua morte depois de 1223, a linha Ratiboride da Casa dos Grifos foi extinta, resultando numa guerra pela sucessão nas Terras de Schlawe e Stolp entre os Grifos e os Samborides.
Ratibor II era filho de Bogislaw. Ratibor II era (meio-)irmão ou primo de Bogislaw (III), neto de Ratibor I, duque da Pomerânia.